# Prospero d'Aquitania
Prospero d'Aquitania, o Prospero Tirone (in latino Prosper Tiro Aquitanus; Limoges, 390 circa – Roma, 463 circa), è stato uno scrittore, teologo e monaco cristiano latino, difensore delle opere di Agostino d'Ippona sulla grazia e sulla predestinazione; fu cancelliere di papa Leone I; le Chiese cristiane lo venerano come santo e «maestro di fede».
Dall'analisi dei suoi scritti si può dedurre che percorse l'intero corso di studi classici previsto per la sua epoca. Da un poema in 122 versi, il Poema coniugis ad uxorem, si capisce che molto probabilmente fu anche sposato.

## Agiografia

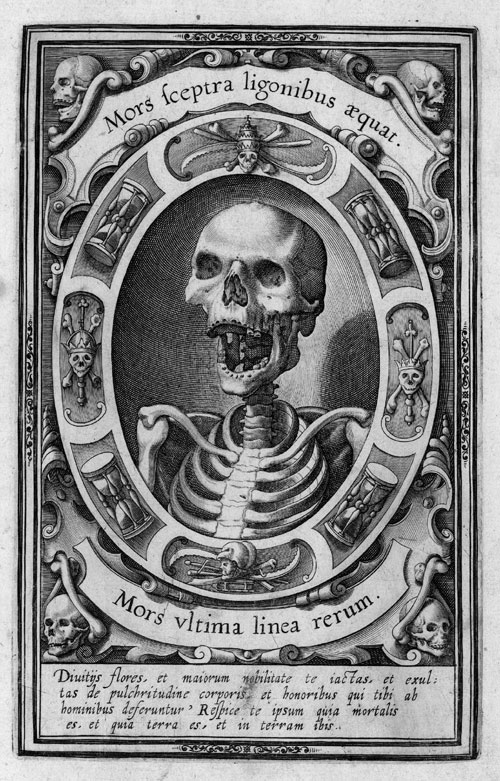
Mors ultima linea rerum, citazione di Sant'Agostino, raccolta da Prospero d'Aquitania nel Liber sententiarum.

Ad un certo punto della sua vita, intorno al 426, dall'Aquitania si stabilì a Marsiglia, dove visse per molto tempo in convento, come monaco laico, senza mai ricevere gli ordini.
In questo periodo conobbe Agostino ed imparò ad apprezzarne le idee. Però vide anche il diffondersi del pelagianesimo a Marsiglia e nei conventi della Provenza e le reazioni dei monaci agli scritti agostiniani.
D'accordo con un altro laico, Ilario, informò Agostino di ciò che stava succedendo e questi rispose con due scritti: il De praedestinatione sanctorum e il De dono perseverantiae, le sue ultime opere prima della morte (28 agosto 430).
Neanche questi scritti convinsero i monaci provenzali e Prospero decise di darsi alla battaglia dottrinale e alla difesa del vescovo d'Ippona.
Nel 431 Prospero ed Ilario decisero di recarsi a Roma per chiedere l'intervento di papa Celestino I; questi inviò una lettera ai vescovi di Gallia affinché smorzassero i toni delle polemiche nei confronti di Agostino, stimato sia da lui che dai suoi predecessori.
Tornato a Marsiglia, Prospero produsse un gran numero di scritti teologici per difendere da calunnie ed obiezioni l'opera di Agostino, coinvolgendo anche i Papi che si succedettero fino al 440, anno in cui accompagnò a Roma l'arcidiacono Leone.
Questi, una volta giunto a Roma, essendo morto papa Sisto III, divenne Papa e volle che Prospero si trattenesse con lui per occuparsi della cancelleria pontificia.
Qui Prospero trovò la tranquillità dello spirito poiché, grazie anche alla morte di Cassiano (435), suo maggiore rivale, la disputa lentamente si acquietò. Allora si dedicò alla diffusione del pensiero agostiniano, trasformandosi da polemista a teologo ed esegeta.
Fu un autore molto prolifico: scrisse commenti, sentenze, epigrammi, versi dottrinali, non tralasciando neanche opere storiche, come il Chronicum integrum, una cronaca universale dalle origini alla presa di Roma da parte di Genserico.
Prospero morì intorno all'anno 463.

### Culto
L'unica testimonianza del suo culto nel passato è un affresco nella basilica di San Clemente a Roma, che lo raffigura con l'aureola, i capelli tagliati come un monaco e con indosso una tunica a maniche larghe sorretta da una cintura.
Fu confuso con san Prospero vescovo di Reggio Emilia, che si festeggia il 24 novembre, e inserito nel Martirologio Romano da Cesare Baronio nella stessa data.
Sarebbero sue le spoglie di un San Prospero martire, venerate a Novi Ligure (AL), di cui è compatrono, nella Basilica della Maddalena, qui portate nel 1750 da Roma, ove si trovavano nelle catacombe di Priscilla.

## Opere
Elenco delle opere principali:
- Capitua Caelestiana
- Carmen de ingratis
- De gratia Dei et libero arbitrio contra collatorem
- De vocatione omnium gentium (Rielaborazione degli insegnamenti di Sant'Agostino sulla predestinazione)
- Epistulae
- Epitaphium Nestorianae et Pelagianae haereseon (Discussione ironica contro nestoriani e pelagiani)
- Expositio Psalmorum
- Liber sententiarum ex operibus
- Epigrammata
- Liber epigrammatum ex sententiis sancti Augustini
- Epigrammatum ad Flavianum (Lettera attestante l'istruzione ricevuta da Flaviano, in collaborazione con Papa Leone I).
- Epitoma chronicorum (Cronaca universale nella quale Prospero segue San Gerolamo e giunge fino al 455; dal 412 contiene le esperienze dell'autore stesso)
- Poema conjugis ad uxorem (Esortazione alla moglie a dedicare la propria vita a Dio)
- Pro Augustino responsiones ad excerpta Genuesium
- Responsiones ad capitula Gallorum
- Responsiones ad capitula obiectionum Vincentianarum
- Liber sententiarum